# Codex Astensis
Il Codex Astensis o Malabayla è una raccolta trecentesca di cronache e documenti medioevali riguardanti la città di Asti, che vanno dal 1065 al 1353.

## Ritrovamento
Quintino Sella, ambasciatore italiano in Austria, nel febbraio del 1876, scovò nell'archivio di corte dell'imperatore Francesco Giuseppe, un Codex Astensis detto Malabayla.
In accordo con l'archivista d'Arneth, cercò quanto meno di avere una copia dell'indice dei documenti. Alcuni giorni dopo, il ministro degli esteri Andrassy, sentito il parere dell'imperatore, offrì il prezioso manoscritto all'ambasciatore italiano in dono, asserendo che: 
Appena tornato in Italia, il Sella, entusiasta, illustrò l'importanza del codice alla Reale Accademia dei Lincei, della quale era presidente, e ne propose la pubblicazione, avvenuta a Roma nel 1880 e successivamente nel 1887.
Alla morte di Quintino Sella, gli eredi ne fecero dono al Comune nel 1884. A ricordo di questo, rimane un documento di consegna sulla prima pagina con una miniatura neogotica.
Ai discendenti del cavalier Sella appartiene ancora la prima copia del Codex che, in quanto Prima e riportando annotazioni personali del suddetto, è di enorme valore.

## Contenuto
È probabilmente una copia più tarda dell'antico Codex Alferii, di cui si conservano una  ventina di pagine, presso la Biblioteca Nazionale Universitaria di Torino.
Secondo Renato Bordone, il codice sarebbe stato redatto al tempo di Gian Galeazzo Visconti, anche se l'ultimo documento reca la data del 1353, la presenza tra i territori del Castello di Rocca d'Arazzo passato di proprietà alla signoria Viscontea nel 1379, sposta la manifattura del codice sotto quel periodo.
Il manoscritto, è composto da quaranta fascicoli contenenti 380 fogli in pergamena, scritto in gotico, probabilmente da due calligrafi diversi.
La maggioranza delle illustrazioni, ultimamente sono state attribuite a Giovannino De' Grassi.
Presenta 106 miniature, e 991 documenti tratta nella prima parte della cronaca di Ogerio Alfieri, che narra le vicende della città di Asti dalla fondazione all'anno 1294.
La seconda parte contiene i diplomi, i privilegi e l'elenco delle terre appartenute ad Asti.
I fogli 19-20 contengono una carta topografica con la raffigurazione dei dominii di Asti nel periodo medievale.

## Scopo del codice
È sicuramente il manifesto politico di una classe dirigente che si sente erede delle generazioni che avevano creato la grande Repubblica Astese, e per tale scopo non esitò ad affrontare l'elevato costo di confezione del manoscritto.
Il periodo Visconteo, coincise infatti con una netta ripresa dell'economia astigiana, favorita anche dalla partecipazione tanto di famiglie astigiane guelfe (Solaro/Solari, Riccio, Gardino, Malabayla), che ghibelline (Layolo, Roero, Buneo, Asinari, Pallido).

## Immagini del Codice

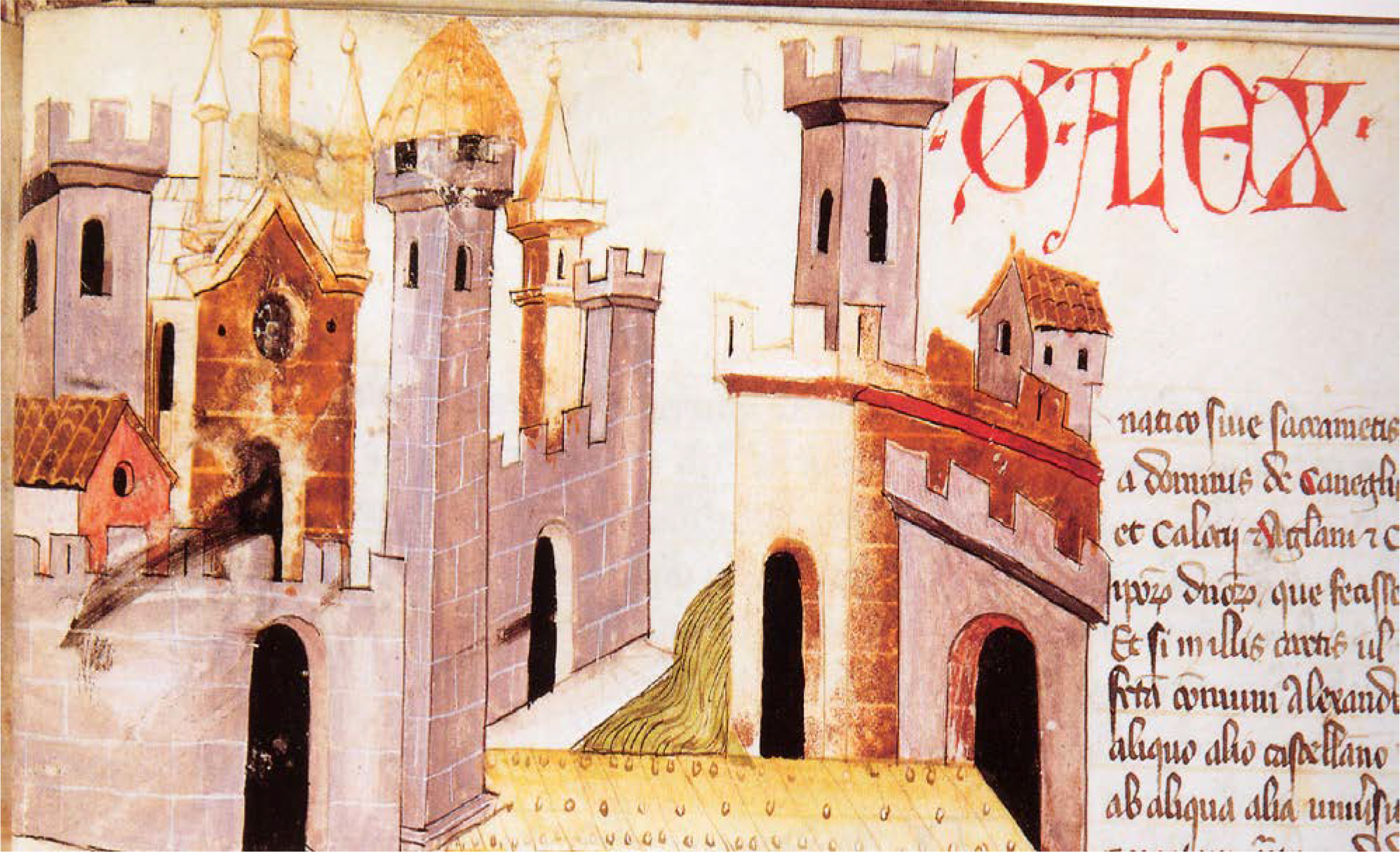
Alessandria
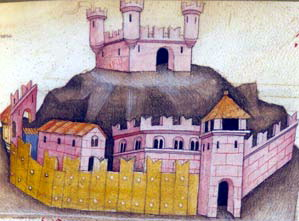
Castello di Annone
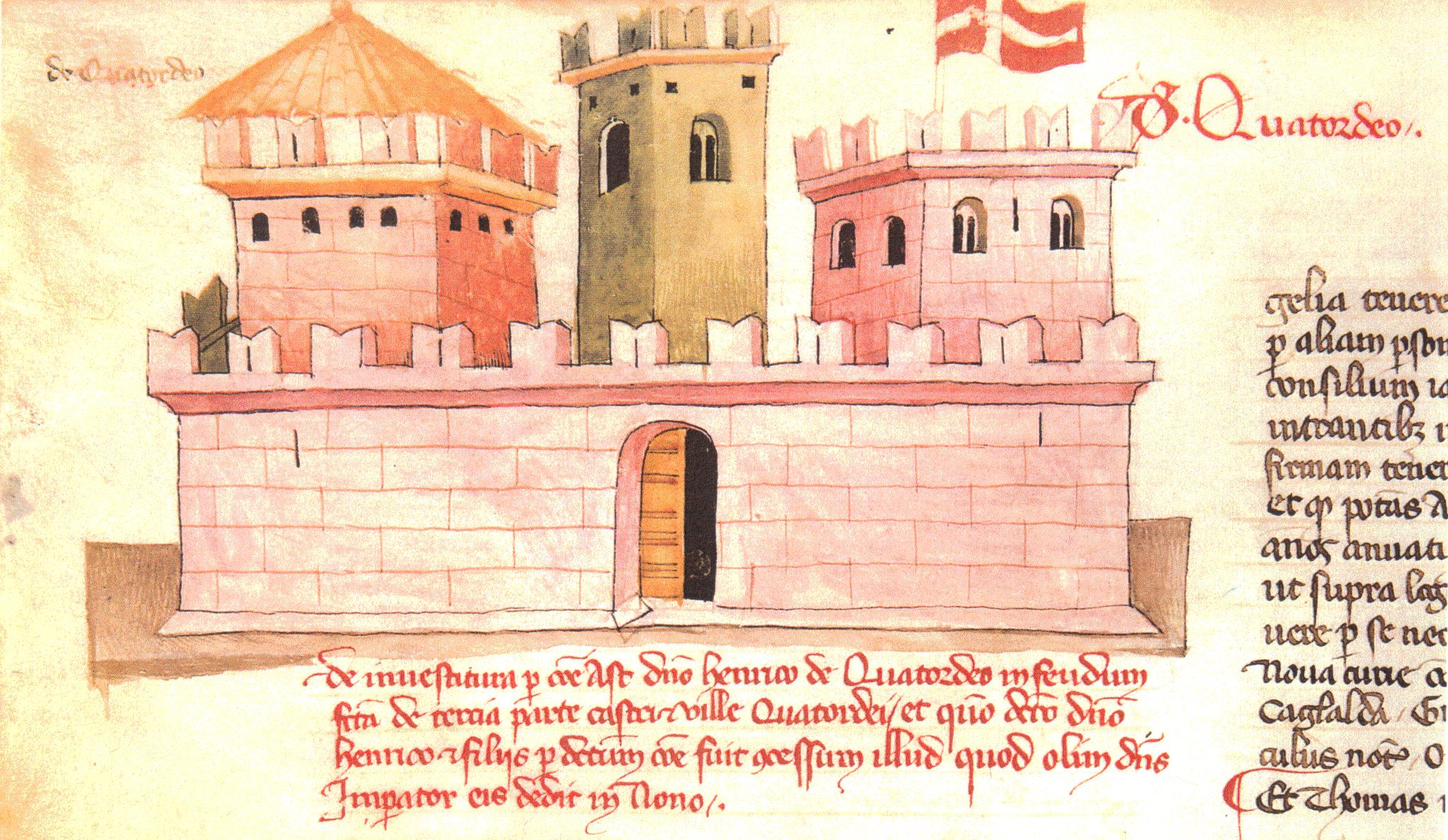
Quattordio